# STOXX Europe 50

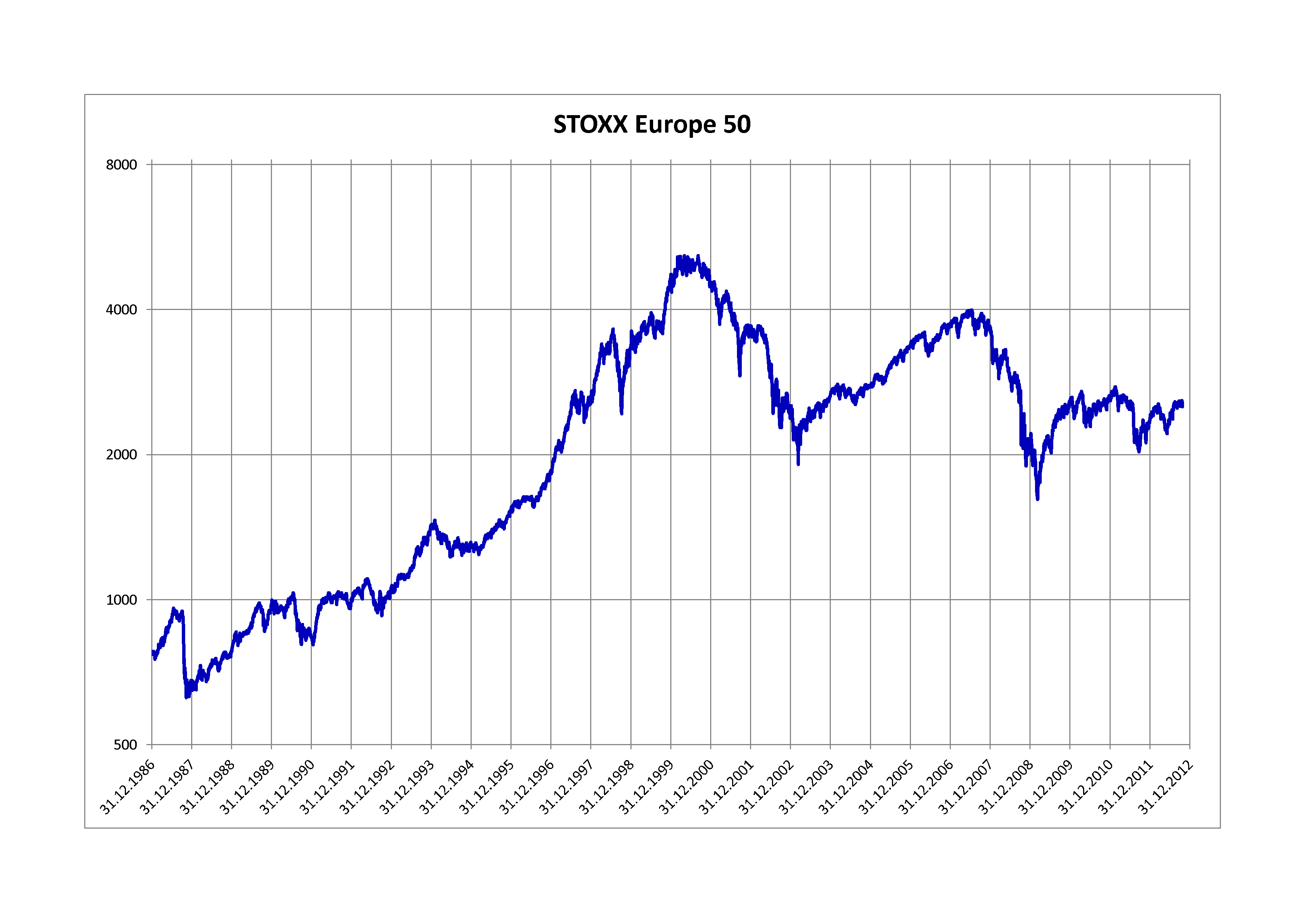

Lo STOXX Europe 50 è un indice azionario di titoli di paesi europei creato nel 1998 dalla STOXX Limited; una joint venture creata da Deutsche Börse AG, Dow Jones & Company e SWX Group nel 1997.

## Caratteristiche
Lo STOXX Europe 50 è stato introdotto nel febbraio 1998 e la sua composizione viene rivista annualmente nel mese di settembre. L'indice è disponibile in diverse valute (EUR, USD, CAD, GBP, JPY) e varianti (Price, Net Return, Gross Return).
Lo STOXX Europe 50 è l'indice azionario delle principali aziende dell'Europa e comprende una rappresentazione dei principali settori industriali dell'area. È composto da 50 titoli di 17 paesi dell'Europa: Austria, Belgio, Cechia, Danimarca, Finlandia, Francia, Germania, Irlanda, Italia, Lussemburgo, Norvegia, Paesi Bassi, Portogallo, Regno Unito, Spagna, Svezia e Svizzera.
L'indice è utilizzato dalle istituzioni finanziarie come riferimento per un'ampia gamma di prodotti di investimento come Exchange-traded funds (ETF), Futures, Opzioni e prodotti strutturati in tutto il mondo.
Un altro indice simile ma più ampio è lo STOXX Europe 600, che ricomprende 600 titoli europei. L'Euro Stoxx 50 è un altro indice simile che comprende i 50 blue chips degli 11 paesi dell'Eurozona.

## Aziende
| Azienda                         | Supersettore                | Paese       |
| ------------------------------- | --------------------------- | ----------- |
| ABB                             | Industrial Goods & Services | Svizzera    |
| Air Liquide                     | Chemicals                   | Francia     |
| Airbus Group                    | Industrial Goods & Services | Francia     |
| Allianz                         | Insurance                   | Germania    |
| Anheuser-Busch InBev            | Food & Beverage             | Belgio      |
| ASML Holding                    | Technology                  | Paesi Bassi |
| AstraZeneca                     | Health care                 | Regno Unito |
| AXA                             | Insurance                   | Francia     |
| Barclays                        | Banks                       | Regno Unito |
| BASF                            | Chemicals                   | Germania    |
| Bayer                           | Health care                 | Germania    |
| Banco Bilbao Vizcaya Argentaria | Banks                       | Spagna      |
| Banco Santander                 | Banks                       | Spagna      |
| BNP Paribas                     | Banks                       | Francia     |
| BP                              | Oil & Gas                   | Regno Unito |
| British American Tobacco        | Personal & Household Goods  | Regno Unito |
| Daimler                         | Automobiles & Parts         | Germania    |
| Deutsche Telekom                | Telecommunications          | Germania    |
| Diageo                          | Food & Beverage             | Regno Unito |
| Eni                             | Oil & Gas                   | Italia      |
| GlaxoSmithKline                 | Health Care                 | Regno Unito |
| Glencore                        | Basic Resources             | Regno Unito |
| HSBC                            | Banks                       | Regno Unito |
| Imperial Brands                 | Personal & Household Goods  | Regno Unito |
| ING Groep                       | Banks                       | Paesi Bassi |
| Intesa Sanpaolo                 | Banks                       | Italia      |
| L'Oreal                         | Personal & Household Goods  | Francia     |
| Lloyds Banking Group            | Banks                       | Regno Unito |
| LVMH                            | Personal & Household Goods  | Francia     |
| National Grid                   | Utilities                   | Regno Unito |
| Nestlé                          | Food & Beverage             | Svizzera    |
| Novartis                        | Health Care                 | Svizzera    |
| Novo Nordisk                    | Health Care                 | Danimarca   |
| Prudential                      | Insurance                   | Regno Unito |
| Reckitt Benckiser               | Personal & Household Goods  | Regno Unito |
| Rio Tinto Group                 | Basic Resources             | Regno Unito |
| Roche Holding                   | Health Care                 | Svizzera    |
| Royal Dutch Shell               | Oil & Gas                   | Paesi Bassi |
| Sanofi                          | Health Care                 | Francia     |
| SAP                             | Technology                  | Germania    |
| Schneider Electric              | Industrial Goods & Services | Francia     |
| Siemens                         | Industrial Goods & Services | Germania    |
| Telefónica                      | Telecommunications          | Spagna      |
| Total                           | Oil & Gas                   | Francia     |
| UBS                             | Banks                       | Svizzera    |
| Unilever NV                     | Personal & Household Goods  | Paesi Bassi |
| Unilever PLC                    | Personal & Household Goods  | Regno Unito |
| Vinci                           | Construction & Materials    | Francia     |
| Vodafone Group                  | Telecommunications          | Regno Unito |
| Zurich Insurance Group          | Insurance                   | Svizzera    |

| Paese       | N. aziende |
| ----------- | ---------- |
| Regno Unito | 16         |
| Francia     | 10         |
| Germania    | 7          |
| Svizzera    | 6          |
| Paesi Bassi | 4          |
| Spagna      | 3          |
| Italia      | 2          |
| Belgio      | 1          |
| Danimarca   | 1          |